# Велике креслення
«Велике креслення» (рос. Большой Чертёж) — єдина генеральна карта Московської держави великого масштабу, створена в XVI столітті за указом  Івана IV (Грозного). У 1627 році було складено «нове креслення» (мінімум друга редакція), що отримало назву — «полю». Старе креслення і креслення «полю» в наш час[коли?] вважаються втраченими. Остання згадка про ці креслення дається в описі справ розрядного приказу, складеному думним д'яком Д. М. Башмаковим в 1668 р..

## Історія
В 1503—1517 рр., на думку академіка Б. Рибакова, московські землеміри приступили до складання «креслень» прикордонних областей Росії, в першу чергу західних. З'явилися карти, які не дійшли до нас: «Корельський кордон», «Литовська і Псковська земля», «Корельські і Лопскі землі до Мурманська моря» та ін. Мабуть, до цього періоду відноситься і створення нової карти Московії.
Збереглася карта (1523 р.), яка відтворювала детальні географічні знання росіян про західні околиці своєї держави, набуті на той час.
В 1552 р. цар  Іван IV Васильович «велів землю виміряти і креслення всій державі зробити». Розгорнулася величезна за своїми масштабами робота зі збору матеріалів і складання «креслень» окремих областей. Безвісні землеміри зняли внутрішні райони по річках Волзі, Оці, Камі, Північній Двіні, Печорі з їх притоками, а також частину зауральських степів і землі на південь від низин Дону і в Прикаспії. Початкове креслення було складено до 1556 р.
До кінця XVI століття накопичився великий картографічний та описовий матеріал, за яким (бл. 1600 р.) було складено «Чертеж всему Московскому государству». Пізніше ця втрачена робота — найбільша карта Русі XVI століття — отримала назву «Большой чертеж». Це була дорожня карта, побудована за основними дорогами того часу сакмами та шляхами, яка охоплювала території з півночі на південь від Льодовитого океану до Чорного моря, із заходу на схід від Фінської затоки майже до східного схилу Уральських гір. Назв, які належали до європейської частини Росії (без сіл), налічувалося близько 1340, у тому числі 880 річок, 400 міст і близько 70 озер. Настільки докладна карта використовувалася в першу чергу, мабуть, для цілей управління. Після складання «Большой чертеж» часто перебував у вжитку і сильно занепав — «избился и развалился весь».